# Luka Zupanc
Luka Zupanc (* 26. November 2004) ist ein slowenischer Leichtathlet, der sich auf den Stabhochsprung spezialisiert hat.

## Sportliche Laufbahn
Erste internationale Erfahrungen sammelte Luka Zupanc im Jahr 2023, als er bei den U20-Europameisterschaften in Jerusalem mit übersprungenen 4,85 m in der Qualifikationsrunde ausschied. 2025 gewann er bei den Balkan-Hallenmeisterschaften in Belgrad mit 5,20 m die Bronzemedaille hinter dem Ukrainer Illja Bobrownyk und Erdem Tilki aus der Türkei. Ende Juni wurde er bei der 2. Liga der Team-Europameisterschaft in Maribor mit 5,30 m Siebter, ehe er bei den U23-Europameisterschaften in Bergen mit 5,15 m den Finaleinzug verpasste. Anschließend belegte er bei den Balkan-Meisterschaften in Volos mit 5,35 m den siebten Platz.
2025 wurde Zupanc slowenischer Meister im Stabhochsprung im Freien und in der Halle.